# Mastigophora woodsii
Mastigophora woodsii là một loài rêu tản trong họ Lepicoleaceae. Loài này được (Hook.) Nees miêu tả khoa học lần đầu tiên năm 1838.